# Hemsjön (Orsa socken, Dalarna)
Hemsjön är en sjö i Orsa kommun i Dalarna och ingår i Dalälvens huvudavrinningsområde. Sjön har en area på 0,223 kvadratkilometer och ligger 389,2 meter över havet. Sjön avvattnas av vattendraget Dyverån.

## Delavrinningsområde
Hemsjön ingår i det delavrinningsområde (680769-142442) som SMHI kallar för Mynnar i Unnan. Medelhöjden är 502 meter över havet och ytan är 10,33 kvadratkilometer. Det finns ett avrinningsområde uppströms, och räknas det in blir den ackumulerade arean 23,07 kvadratkilometer. Dyverån som avvattnar avrinningsområdet har biflödesordning 4, vilket innebär att vattnet flödar genom totalt 4 vattendrag innan det når havet efter 364 kilometer. Avrinningsområdet består mestadels av skog (85 procent). Avrinningsområdet har 0,27 kvadratkilometer vattenytor vilket ger det en sjöprocent på 2,6 procent.